# Aleksandra Ålund
Aleksandra  Ålund, född Vrlika 15 mars 1945 i Jugoslavien, är sociolog och professor emerita, verksam vid REMESO, Linköpings universitet, i Norrköping.
Aleksandra Ålund  disputerade i sociologi 1978, vid Umeå universitet på avhandlingen  Migration och sociala förändringsprocesser. Hon har bland annat tidigare varit verksam vid Umeå Universitet och Sydjysk Universitetscenter (Danmark). Ålund har under sin karriär varit mycket influerad av och vidareutvecklat teoribildningar inom internationell migration, kultursociologi, genus   och aktivism. Senare forskningsprojekt inkluderar nationella och internationella sociala- och rättviserörelser.
Ålunds tidigare verk handlar om etnicitet och klass samt jämförande perspektiv på etnicitet och migration i Jugoslavien, Danmark och Sverige.  Ålund har kontinuerligt uppmärksammat samtida mångkulturalism  och multikultiungdom  Hennes senare arbete handlar om antirasism och urbana rättviserörelser.
Ålund har varit ledamot av Integrationsverkets styrelse (1997-2007). Hon har varit ordförande i den svenska Unescorådets samhällsvetenskapliga program MOST (Management of Social Transformations) 2005-2007 och därefter ledamot (2007-2015). Ålund har också varit vetenskapligt råd till en rad svenska myndigheter (Socialstyrelsen, Ungdomsstyrelsen, Folkhälsoinstitutet) ingått i organisationskommittén i programutskottet om Kvinnor hälsa vid Folkhälsoinstitutetet (1992) samt medverkat i Maktutredningen, med bidrag om multikulturalism, demokrati och invandrarnas maktställning i Sverige.